# 奥尔特维耶勒
奥尔特维耶勒（法語：Orthevielle，法語發音：[ɔʁtəvjɛl]）是法国朗德省的一个市镇，属于达克斯区。

## 地理
奥尔特维耶勒（43°33'8"N, 1°8'51"W）面积13.94 平方千米，位于法国新阿基坦大区朗德省，该省份为法国西南部沿海省份，是法國本土面积第二大的省，北起吉倫特省，西临大西洋，南至大西洋比利牛斯省，东临热尔省，东北与洛特-加龍省接壤。
与奥尔特维耶勒接壤的市镇（或旧市镇、城区）包括：贝吕斯、阿斯坦格、佩尔奥拉德、拉讷港、圣隆莱米讷、萨姆。

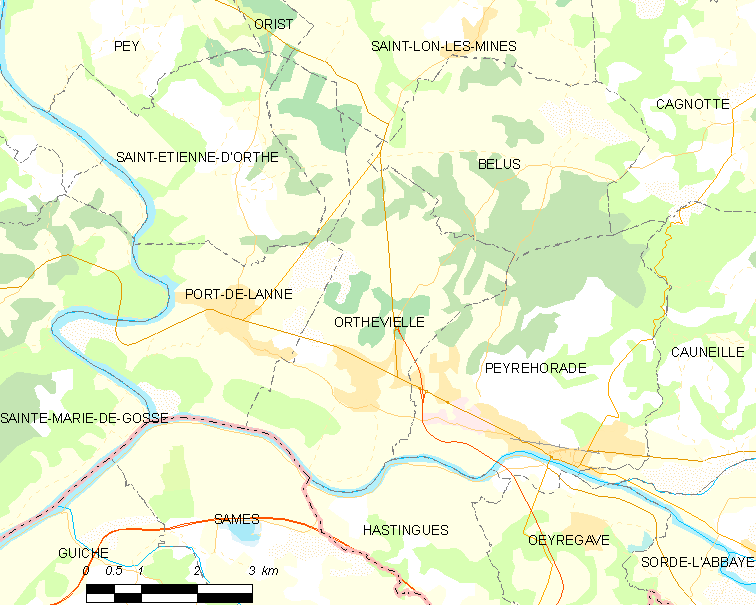
奥尔特维耶勒的OSM定位图

奥尔特维耶勒的时区为UTC+01:00、UTC+02:00（夏令时）。

## 行政
奥尔特维耶勒的邮政编码为40300，INSEE市镇编码为40212。

## 政治
奥尔特维耶勒所属的省级选区为奥尔特-阿里冈县。

## 人口

1962-2008年间奥尔特维耶勒人口变化图示

奥尔特维耶勒于2022年1月1日时的人口数量为1057人。